# Zona desmilitarizada

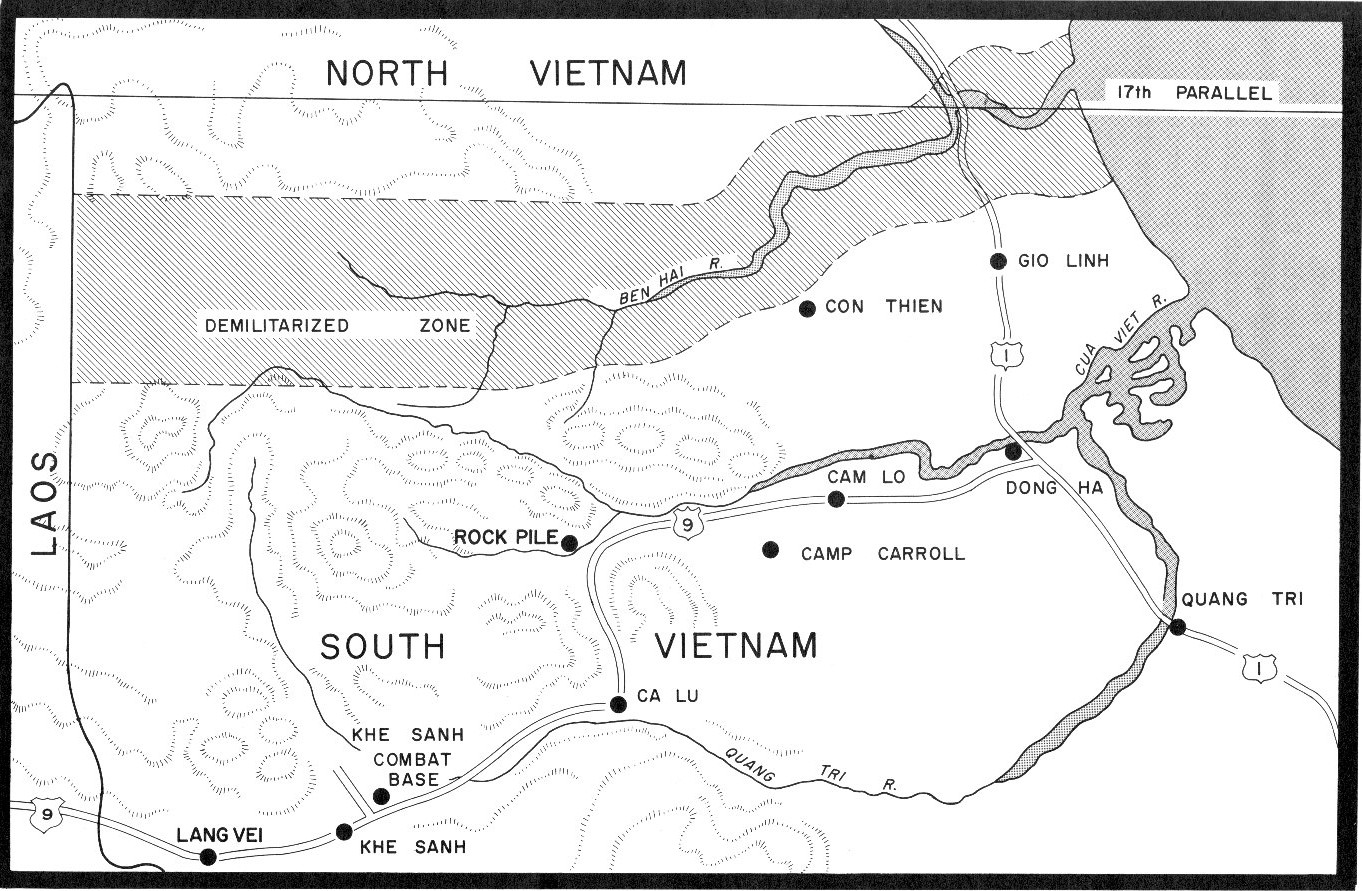
Do Capitão Moyars S. Shore II, A Batalha por Khe Sanh. Washington D.C.: Ramo Histórico do Corpo de Fuzileiros Navais dos EUA, 1969.

Uma zona desmilitarizada (DMZ ou DZ) é uma área na qual tratados ou acordos entre Estados, potências militares ou grupos em disputa proíbem instalações, atividades ou pessoal militar. Uma DZ geralmente se encontra ao longo de uma fronteira estabelecida ou fronteira entre duas ou mais potências militares ou alianças. Uma DZ pode, por vezes, formar uma fronteira internacional de fato, como a Zona Desmilitarizada da Coreia. Outros exemplos de zonas desmilitarizadas são uma área de 9 milhas de largura entre o Iraque e o Kuwait; Antártica (preservada para exploração e estudo científico); e espaço sideral (espaço a mais de 100 km ou 62 mi da superfície da Terra).
Muitas zonas desmilitarizadas são consideradas território neutro porque nenhum dos lados tem permissão para controlá-lo, mesmo para administração não combativa. Algumas zonas permanecem desmilitarizadas depois que um acordo concedeu o controle a um Estado que (sob os termos da DZ) havia originalmente cedido seu direito de manter forças militares no território disputado. Também é possível que as potências cheguem a um acordo sobre a desmilitarização de uma zona sem resolver formalmente suas respectivas reivindicações territoriais, permitindo que a disputa seja resolvida por meios pacíficos, como o diálogo diplomático ou um tribunal internacional.
Várias zonas desmilitarizadas também se tornaram involuntariamente reservas de vida selvagem porque suas terras são inseguras para construção ou menos expostas a distúrbios humanos (incluindo a caça). Exemplos incluem a Zona Desmilitarizada da Coreia, a Zona Desmilitarizada Cipriota (A Linha Verde) e a antiga Zona Desmilitarizada Vietnamita que dividiu o Vietnã em dois países (Vietnã do Norte e Vietnã do Sul) de 21 de julho de 1954 a 2 de julho de 1976.

## Zonas desmilitarizadas atuais
Fontes:
- Åland – A Convenção de Åland de 1921, que foi concluída após uma decisão da Liga das Nações em resposta à crise de Åland, determina que o governo finlandês mantenha o território como uma área desmilitarizada.
- Antártica – O Tratado Antártico proíbe atividades militares na Antártica, como "o estabelecimento de bases e fortificações militares, a realização de manobras militares, bem como o teste de qualquer tipo de arma". O Tratado prevê, no entanto, o "uso de pessoal ou equipamento militar para investigação científica ou para qualquer outro fim pacífico".
- Comissão Conjunta de Controle – Conhecida localmente como Zona de Segurança do Vale do Dniester, a zona tampão desmilitarizada foi criada pelo acordo de cessar-fogo que encerrou a Guerra da Transnístria. A missão de manutenção da paz da Comissão monitoriza a zona desmilitarizada que delimita aproximadamente o rio Dnister entre a Moldávia e a Transnístria. Tem 225 quilômetros de extensão e de 1 a 15 quilômetros de largura.
- Zona Desmilitarizada da Coreia – O Acordo de Armistício da Coreia criou uma zona desmilitarizada de 4 km (2,5 milhas) de largura entre a Coreia do Norte e a Coreia do Sul após a Guerra da Coreia.  É atualmente uma das áreas mais militarizadas do mundo, apesar do nome.
- Barreira Kuwait-Iraque – O Conselho de Segurança das Nações Unidas aprovou a criação de uma zona desmilitarizada entre o Iraque e o Kuwait na Resolução 689 após a Guerra do Golfo Pérsico. Embora a zona desmilitarizada já não seja mandatada pela autarquia, continua a existir.
- Ilha Martín García – Ilha argentina cercada pelas águas uruguaias do Rio da Prata, segundo o artigo 45 do Tratado do Rio da Prata estabelece que "a Ilha Martín García será destinada exclusivamente como reserva natural para a conservação e preservação da fauna e flora nativas, sob jurisdição da República Argentina", declarando uma zona desmilitarizada na ilha.
- Templo de Preah Vihear – A Corte Internacional de Justiça ordenou a criação de uma "zona desmilitarizada provisória" ao redor do Templo, cuja propriedade é reivindicada tanto pelo Camboja quanto pela Tailândia.
- Península do Sinai – O tratado de paz Egito-Israel estabelece um limite para a quantidade de forças que o Egito pode colocar na Península do Sinai. Partes da península são desmilitarizadas em vários graus, especialmente dentro de 20-40 quilômetros (12-25 milhas) de Israel. Israel também concordou em limitar suas forças a menos de 3 quilômetros (1,9 milhas) da fronteira egípcia.  As áreas são monitoradas pela Força Multinacional e Observadores.  Por causa da insurgência do Sinai, todos os lados concordaram e encorajaram o Egito a enviar grandes quantidades de forças militares para a área, incluindo tanques e helicópteros, para combater grupos islâmicos. [][][
- Sudão – Uma zona desmilitarizada de 10 km (6 milhas) ao longo da fronteira Sudão – Sudão do Sul. [
- Zona tampão das Nações Unidas no Chipre – O Conselho de Segurança das Nações Unidas criou uma zona tampão separando a autoproclamada República Turca do Norte de Chipre, internacionalmente não reconhecida, da República de Chipre. Foi autorizado pela Resolução 186 e é patrulhado pela Força de Paz das Nações Unidas em Chipre.
- Zona da Força de Observação de Desengajamento das Nações Unidas – O Conselho de Segurança das Nações Unidas aprovou a criação de uma zona desmilitarizada em uma parte do território ocupado por Israel das Colinas de Golã, na Síria, na Resolução 350 após a Guerra do Yom Kippur. A zona é monitorada pela Força de Observação de Desengajamento das Nações Unidas.

## Antigas zonas desmilitarizadas
Fontes:

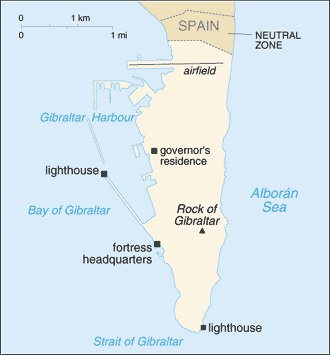
Mapa histórico do promontório de Gibraltar.

- Um território neutro foi estabelecido entre o Território Ultramarino Britânico de Gibraltar e a Espanha após o fim do cerco de 1727. Em 1908, os britânicos construíram uma cerca em uma parte reivindicada como sendo a metade britânica do território neutro. A Espanha não reconhece a soberania britânica sobre o istmo (incluindo a fronteira), afirmando que é solo espanhol. Embora tanto o Reino Unido quanto a Espanha costumavam fazer parte da União Europeia (antes da saída do Reino Unido), a fronteira era uma fronteira internacional de fato com controles alfandegários e de imigração; A Espanha não a reconhece formalmente como uma "fronteira", referindo-se a ela como uma "cerca". Seja qual for o seu nome, Gibraltar optou por não participar na União Aduaneira da União Europeia e não faz parte do Espaço Schengen; a fronteira está aberta 24 horas por dia, com direitos aduaneiros a pagar sobre mercadorias designadas que entram em Espanha ou Gibraltar.
- Renânia – O Tratado de Versalhes designou a Renânia como uma zona desmilitarizada após a Primeira Guerra Mundial, proibindo a República de Weimar de enviar seus militares para lá. Foi re-ocupado e remilitarizado em 1936 pela Alemanha nazista em violação de tratados internacionais.
- Zona neutra saudita-iraquiana – O Protocolo de Uqair estabeleceu uma zona desmilitarizada entre o Sultanato de Nejd e o Reino do Iraque, que na época era um mandato da Liga das Nações administrado pelo Império Britânico. Nejd foi mais tarde incorporado ao Reino da Arábia Saudita. A zona foi dividida em 1981, mas o tratado não foi arquivado nas Nações Unidas. A zona foi finalmente abolida oficialmente durante a Guerra do Golfo Pérsico, quando o Iraque e a Arábia Saudita cancelaram todos os acordos internacionais entre si.
- Zona neutra saudita-kuwaitiana – O Protocolo de Uqair estabeleceu uma zona neutra entre o sultanato de Nejd e o protetorado britânico do Kuwait em 1922. Foi dividido por mútuo acordo em 1970.
- Israel e Egito:
  - Após a Guerra Árabe-Israelense de 1948, uma DMZ (a Zona de El Auja) foi criada pelos Acordos de Armistício de 1949 entre Israel e Egito.
- Israel e Jordânia:
  - O enclave israelense e a área jordaniana no Monte Scopus foram designados como DMZ.
  - A área em torno do Latrun saliente.
- Israel e Síria: Após a Guerra Árabe-Israelense de 1948, três DMZs foram criadas pelos Acordos de Armistício de 1949 entre Israel e Síria.
- China – O Exército Imperial Japonês conquistou a Manchúria entre setembro de 1931 e fevereiro de 1932, quando proclamou a região o estado de Manchukuo. Em maio de 1933, a Trégua de Tanggu entre a China e o Japão foi concluída, estabelecendo uma zona desmilitarizada entre Manchukuo e a China. Em 1937, o Japão violou esta trégua com uma invasão do restante da China. Em 1945, após a queda do império japonês no final do teatro Ásia-Pacífico da Segunda Guerra Mundial, a Manchúria foi reincorporada à China.
- Equador – uma zona desmilitarizada foi criada em 2 de outubro de 1941, após a guerra entre Equador e Peru, que existia sob administração equatoriana e sob a observação de nações mediadoras neutras: Estados Unidos, Brasil e Argentina. A DMZ foi abolida em 1942, com a retirada das forças peruanas da província de El Oro após a assinatura do Protocolo do Rio.
- Zona desmilitarizada vietnamita – A zona desmilitarizada entre o Vietnã do Norte e o Vietnã do Sul foi estabelecida em julho de 1954 como resultado da Conferência de Genebra que encerrou a guerra entre o Viet Minh e a França. A DMZ no Vietnã estava oficialmente no paralelo 17 e terminou em 1976; na realidade, ele se estendia por cerca de 2 km (1 milhas) em ambos os lados do rio Bến Hải e de oeste para leste da fronteira do Laos até o Mar da China Meridional.
- A Noruega e a Suécia estabeleceram uma zona desmilitarizada de 1 km (1.100 metros) de cada lado de sua fronteira após a dissolução da união entre a Noruega e a Suécia em 1905. A zona foi abolida de comum acordo em 1993.
- El Caguán DMZ – Uma zona desmilitarizada foi estabelecida no sul da Colômbia entre 1999 e 2002, durante o fracassado processo de paz que envolveu o governo do presidente Andrés Pastrana e as Forças Armadas Revolucionárias da Colômbia (FARC).
- Zona tampão do norte da Síria – Uma zona desmilitarizada de 115 km (71 milhas) no norte da Síria, abrangendo porções da fronteira Síria-Turquia. Foi estabelecido entre a Turquia e os Estados Unidos, ambos aliados da OTAN, durante a Guerra Civil Síria para evitar confrontos entre forças curdas e turcas.  A DMZ entrou em colapso em outubro de 2019, depois que a Turquia rejeitou o acordo e os Estados Unidos ordenaram a retirada das forças americanas do norte da Síria, permitindo que a ofensiva turca de 2019 no nordeste da Síria fosse adiante.
- Zona de Segurança Terrestre – Uma área desmilitarizada de 5 quilômetros de largura (3,1 milhas) entre a Sérvia e o Kosovo foi criada sob o Acordo de Kumanovo após a Guerra do Kosovo, que existiu entre 1999 e 2001. Após a insurgência no Vale de Preševo, as forças sérvias foram autorizadas a entrar na GSZ.
- Zona do acordo de desmilitarização de Idlib – Uma zona desmilitarizada de 15 km (9 milhas), criada por acordo entre o governo russo e turco, separando o último grande reduto dos rebeldes sírios da área controlada pelo governo sírio em meio à Guerra Civil Síria.